# Chilcotin Ranges
Die Chilcotin Ranges sind eine Teilkette der Pacific Ranges in den Coast Mountains (nach anderen Klassifikationen ein eigenständiger Teil der letzteren) in der kanadischen Provinz British Columbia. Sie erstrecken sich im Windschatten der Hauptkette der Pacific Ranges, angrenzend an das Chilcotin Plateau, eines Teils des British Columbia Interior Plateau, und die Waddington Range auf einer Fläche von 9.617 km². Ihr Nordwestende liegt nahe der Quellen des Klinaklini River, das Südwestende bildet der Fraser River unmittelbar nördlich von Lillooet; die Nordflanke bildet die Grenze zum Interior Plateau, während die Südgrenze durch den Bridge River gebildet wird. Nach anderen Ansichten reichen sie nicht bis zum Fraser River, sondern enden am Yalakom River, dem nördlichen Arm des Bridge River. Wichtigster Fluss in dieser Bergkette ist der Taseko River. Er durchfließt das Gebiet von seinem Ursprung westlich des Porteau Mountain Richtung Norden zum Chilko River. Der höchste Gipfel der Chilcotin Ranges ist der Taseko Mountain mit 3063 m Höhe.
Es handelt sich nicht um eine zusammenhängende Gebirgskette, sondern um mehrere deutlich voneinander getrennte Gebirgszüge. Drei Hauptketten sind benannt:
- die Dickson Range
- die Shulaps Range
- die Camelsfoot Range (nach abweichenden Definitionen zum Interior Plateau gehörend)

Im Westen liegen (teilweise als dazugehörend betrachtet):
- die Pantheon Range
- die Niut Range

Südlich davon finden sich die Waddington Range und das Homathko Icefield.

## Provincial Parks
In den 1990er/2000er Jahren wurden im Bereich dieser Berge große Provincial Parks und andere Schutzgebiete im zentralen und östlichen Teil der Chilcotin Ranges geschaffen: der Big Creek Provincial Park, der Ts’ilʔos Provincial Park, der Yalakom Provincial Park, der Fred Antoine Provincial Park sowie das Spruce Lake Protected Area und das Churn Creek Protected Area.

## Geschichte des Spruce Lake Protected Area
Diese Region wird gewöhnlich (aber fälschlicherweise) als „South Chilcotin“ bezeichnet und ist seit den 1930er Jahren Gegenstand langwieriger Querelen zwischen Naturschützern und Vorhabenträgern der Rohstoffgewinnung. In den 1990er Jahren wurde ein Provincial Park gegründet, der jedoch 2007 zum Spruce Lake Protected Area, also in eine niedrigere Schutzkategorie, herabgestuft wurde. Der politische Status des Gebietes ist ungewiss, und die Schutzziele des geschützten Gebietes weichen erheblich von den deutlich ambitionierteren Vorhaben zum Schutz ab. Die Kontroversen begannen zur Hochzeit der Goldgewinnung am Bridge River, als in den 1930er Jahren überall kleine Bergbausiedlungen entstanden.
Historisch gesehen war die Region das Jagdgebiet von Chief Hunter Jack von den St'at'imc, dessen Großwildjagd-Unternehmen die Region mit Jägern der Tsilhqot'in teilte. Die geteilte Nutzung nördlich von Bridge River und Gun Creek war Teil des Friedensabkommens aus der ersten Hälfte des 19. Jahrhunderts, welches einen langen und blutigen Krieg zwischen den Leuten von Hunter Jack und den Tsilhqot'in beendete. Wege vom Bridge River Country führten durch viele Bereiche der Region zu den Taseko Lakes und zum Chilko Lake im Chilcotin Country und auch ostwärts über die Camelsfoot Range hinweg zum Fraser River nahe Big Bar.
Obwohl in dem vorgeschlagenen Schutzgebiet nie irgendwelche anderen Minen gefunden wurden als ein paar wenige unbedeutende in der Umgebung des Eldorado Mountain, war die Südflanke des Big Dog Mountain im äußersten Nordwesten der Shulaps Range 1941 der Ort des großen Goldfiebers, das mit den Interessen der Besitzer der nahegelegenen Goldminen im Gebiet von Bralorne und Pioneer Mine einherging. Versuche, mit physischer Gewalt die Bemühungen abzuschrecken, die Schürforte in alpinen Höhenlagen über die Shulaps Range zu erreichen, um ordnungsgemäß die Claims in der zugewiesenen Zeitspanne zu sichern, zerstörten beinahe den großen Lasttier-Zug, aber die Papiere wurden zu den Akten genommen. Solche Claims wurden während des 2. Weltkrieges beiseite geschafft, verblieben jedoch auf den Karten und werden gegenwärtig als Blue Creek Mine ausgebeutet. Zu den weiteren groß angelegten Erkundungen in diesem Gebiet gehört das Schürfen von Kupfer an den Hängen des Red Mountain, des höchsten Gipfels der Camelsfoot Range nördlich der Blue Creek Mine.
Die einzigartige Landschaft und Umwelt des Gebietes, so verschieden vom Rest der Chilcotin Ranges oder des Bridge River Country, ist, was aus einer Region heraussticht, die schon wild und extrem schön ist und sie deshalb langfristig zu einem Kandidaten für einen Schutzstatus macht. Die benachbarten Dickson Range, Shulaps Range und Bendor Range sind allesamt ohne einen solchen Schutzstatus und wurden oder werden außer in speziellen Schutzzonen der alpinen Lagen der Shulaps Range und der östlich davon gelegenen Camelsfoot Range massiv abgeholzt.
Viele auf Seiten der Umweltschützer hoffen, dass die Schaffung des Tsʼilʔos Provincial Park und des Big Creek Provincial Park dabei helfen können, die Sicherung des Spruce Lake Protected Area zu stützen.  Der Jagd-Guide Ted (Chilco) Choate vom Gaspard Lake auf dem Chilcotin Plateau nordöstlich des Spruce Lake Protected Area stimmte in den Ruf ein, alle drei Schutzgebiete zusammen mit dem Churn Creek Protected Area nordöstlich davon, dem umgebenden Land und dem Kern der höheren Pacific Ranges in einem Nationalpark zusammenzufassen. Industrie und Politik verfolgen jedoch weiterhin die Prinzipien von geteilter Landnutzung und nachhaltiger Planung.

## Rohstoffbegehren
Es gibt wenig Interesse am Bergbau in der Region, obwohl es reiche Kupfervorkommen gibt; außerdem machen Gerüchte über das Vorkommen von Pechblende (welche Uran enthält) die Runde, aber in mehr als 100 Jahren der Erkundung wurden keine profitablen Lagerstätten entdeckt oder große Minen begründet. In den vergangenen Jahren haben jedoch Kahlschläge die Flanken des Gebiets durchbrochen und sich dem Park von Süden und Osten genähert. Mit dem gewonnenen Holz werden Fabriken in Lillooet und darüber hinaus im Thompson-Okanagan beliefert. Dies rief Protest auf beiden Seiten der Kontroverse Umwelt vs. Rohstoffe hervor, regte jedoch auch einen als Integrated Resource Management Process Unit bekannten Ausschuss aller Beteiligten an, der unterschiedlich erfolgreich in der Auflösung von Disputen und bei der Landnutzungsplanung in der Region war.